# Warszawski Październik ’57
Warszawski Październik ’57 – czterodniowe zamieszki uliczne w Warszawie w dniach 2–5 października 1957. Przyczyną była likwidacja pisma „Po prostu”.
Pierwsza demonstracja na pl. Narutowicza i druga – przed Politechniką miały charakter protestu młodzieży. Zostały brutalnie stłumione przez specjalne oddziały MO z Golędzinowa. Trzeciego dnia na pl. Konstytucji i czwartego dnia przed Pałacem Kultury demonstrowali już także robotnicy i mieszkańcy stolicy.
Aresztowano 886 osób. Najbardziej aktywnych uczestników protestów skazano potem na kary do trzech lat więzienia. Protestujących członków Związku Młodzieży Socjalistycznej wyrzucono z tej organizacji.